# أحمد منيف العائدي
أحمد منيف العائدي (1886- 1962 م) طبيب سوري من دمشق، كان أحدَ مؤسسي كلية الطب في الجامعة السورية سنة 1923. وهو صاحب مدرسة الكلية العلمية الوطنية في سوق البزورية بعد صاحبها الأول ومؤسسها الشيخ أبي الخير الطبَّاع، إحدى أشهر مدارس دمشق في النصف الأول من القرن العشرين.

## ولادته ونشأته
ولِد أحمد منيف العائدي في دمشق وتَخرّج في معهد الطب العثماني في إسطنبول عام 1906. بدأ حياته المهنية مُدرّساً لمادة الفيزياء في الكلية الحربية العثمانية بدمشق. وفي سنة 1907، آلت إليه المدرسةُ الوطنية التي أسَّسها الشيخ أبو الخير الطبَّاع، وأسماها العائدي الكلية العلمية الوطنية وموقعها في سوق البزورية، وأصبحت إحدى أشهر مدارس دمشق.
تعرَّضت أسرته للنفي عام 1917، عند انشقاق شقيقه شوكت العائدي عن الجيش العثماني للالتحاق بالثورة العربية الكبرى التي انطلقت من الحجاز، بقيادة الشريف حسين بن علي، أمير مكة المكرمة. نفيت الأسرة إلى أقصى الحدود التركية الرومانية، وبقيت هناك حتى نهاية الحرب العالمية الأولى عام 1918. عندما عاد شقيقه إلى دمشق مع طلائع القوات العربية التي دخلتها في 3 تشرين الأول 1918، توجه أحمد منيف العائدي إلى سورية لإكمال عمله في الكلية العلمية الوطنية والالتحاق بالطاقم التدريسي بمعهد الطب، الذي أعيد افتتاحة بعد تعريبه بأمر من الأمير فيصل بن الحسين، حاكم سورية الجديد.  

## في الجامعة السورية
شُكلت لجنة مصغرة لتعريب مناهج الطب في سورية، برئاسة عميد كلية الطب الدكتور رضا سعيد وعضوية كل من أحمد منيف العائدي والدكتور عبد الرحمن الشهبندر، خريج الجامعة الأميركية في بيروت، والدكتور مرشد خاطر، خريج الجامعة اليسوعية في بيروت، و عبد القادر زهرة ومحمود حمودة، وهما من الأطباء الدمشقيين المعروفين في الحجاز والمقربين جداً من الشريف حسين بن علي. وبعد الانتهاء من عملية التعريب، كُلّف أحمد منيف العائدي بتدريس مادتي الفيزيولوجيا وطب الأطفال. وفي صيف عام 1923 أصبح عضواً في الهيئة التدريسية للجامعة السورية، بعد دمج معهد الطب ومعهد الحقوق في مؤسسة تعليمية واحدة. وخلال عمله في الجامعة، تسلّم عمادة كلية الطب في مطلع الثلاثينيات وبداية الأربعينيات من القرن العشرين.

## في الكلية العلمية الوطنية
كانت مدرسة أحمد منيف العائدي تُدرّس جميع المراحل العِلمية للطلاب السوريين، من الصغر وحتى الشهادة الثانوية، وضمت هيئتها العِلمية عدداً من الأستاذة الكبار مثل الشاعر خليل مردم بك وقاضي دمشق الشيخ علي الطّنطاوي. قامت هذه المدرسة النموذجية بتشجيع المواهب لدى الطلاب ونمّت لديهم فنون الرسم والخطابة والتمثيل، بالإضافة إلى الدروس الكلاسيكية في الفيزياء والكيمياء والتاريخ العالمي والإسلامي. وفي عام 1931، أضاف العائدي إلى مدرسته قسماً مخصصاً بالفتيات، كان تحت إشراف شقيقته زهراء العائدي. خَرّجت الكلية العلمية الوطنية الكثير من أعيان سورية، مثل جميع مؤسسي الشركة الخماسية (عبد الهادي الرباط وأنو الدسوقي وعبد الحميد دياب ومحمد عادل الخجا) والطبيبين مدحت شيخ الأرض ورشاد فرعون (اللذين أصبحا من رجالات الملك عبد العزيز آل سعود)، ومعهما الشاعر نزار قباني وشقيقه الدكتور صباح قباني، مؤسس التلفزيون السوري وسفير سورية في الولايات المتحدة الأميركية.

## العمل السياسي
في عام 1928، ترشّح أحمد منيف العائدي لانتخابات الجمعية التأسيسية المُكلّفة وضعَ أول دستور جمهوري في سورية. وبعد الفوز انسحب لمصلحة أصدقائه في الكتلة الوطنية، لتكون لهم الأغلبية في لجنة صياغة الدستور، برئاسة زميله في الجامعة السورية، المحامي فوزي الغزي. وبعدها بسنوات قليلة، شارك العائدي بتأسيس عصبة العمل القومي، التنظيم السّياسي المُناهض للهيمنة الأوروبية على بلدان الشرق الأوسط، الذي ظهر في قرية قرنايل في جبل لبنان وضمّ العديد من الشخصيات الوطنية مثل رئيس الحكومة السورية صبري العسلي والمفكر القومي زكي الأرسوزي والدكتور قسطنطين زريق، رئيس جامعة دمشق وثم الجامعة الأميركية في بيروت.

## العمل الاقتصادي
في عام 1934، دخل أحمد منيف العائدي عالم الاقتصاد وكان عضواً مؤسساً في شركة الكونسروة الوطنية التي أطلقها الزعيم السوري شكري القوتلي مع عدد من التجار والصناعيين مثل صادق الغراوي وجميل البرزة والحاج سليم الشّلاح. عُيّن العائدي رئيساً لمجلس الإدارة، بالإضافة لعمله في عيادته الطبية الخاصة وفي جامعة دمشق وفي الكلية العلمية الوطنية.  

## أسرته
إضافة لشقيقه شوكت العائدي، الذي استشهد في معارك الثورة السورية الكبرى عام 1926، كان شقيقه الآخر عبد الكريم العائدي من قادة الحركة الوطنية وتسلّم قيادة الأمن العام في سورية في عهد الاستقلال. أما أبناؤه، فأشهرهم الدكتور عثمان العائدي، رجل الأعمال المعروف الذي أسس بنك العالم العربي في دمشق مع الرئيس ناظم القدسي في زمن الوحدة مع مصر وسلسلة فنادق الشام وفندق رويال مونسو في باريس.

## وفاته
توفي أحمد منيف العائدي في دمشق، يوم السبت 28 شعبان 1381هـ الموافق 3 فبراير (شُباط) 1962، عن عمر ناهز 76 عامًا.

### ذكرى العائدي
بعد وفاته، سميت قاعة رئيسة في مجمع اللغة العربية بدمشق باسمه، وأطلق اسم أحمد منيف العائدي أيضًا على شارع في سوق البزورية مقابل قصر العظم، وعلى مدرسة وسط مدينة دمشق.  